# Harcourt (издательство)
Harcourt (/ˈhɑːrkɔːrt/) — американское издательство, основанное в 1919 году Альфредом Харкортом и Дональдом Брэйсом и существовавшее как самостоятельная компания до 2001 года, после чего претерпевшее серию реструктуризаций и продаж, по итогам которой название Harcourt сохранилось как часть названия издательского концерна Houghton Mifflin Harcourt (HMH).

## История
Альфред Харкорт и Дональд Брэйс, однокурсники по Колумбийскому университету, работали вместе в издательстве Henry Holt and Company перед тем, как основать в 1919 году собственное дело. Первоначально компания была учреждена с участием третьего компаньона, Уилла Дэвида Хоу, заведовавшего кафедрой английского языка и литературы в Университете Индианы, и называлась Harcourt, Brace & Howe, но уже через два года Хоу вышел из бизнеса и оставшиеся партнёры переименовали фирму в Harcourt, Brace & Company. Стартовый капитал издательства составлял 123,5 тысячи долларов.
К открытию собственного издательства Харкорта побудил писатель Синклер Льюис; изданный в 1920 году роман Льюиса «Главная улица» стал первым бестселлером нового издательства: автор рассчитывал на десятитысячный тираж, сам Харкорт полагал, что удастся продать 20 тысяч, но уже к середине 1921 года книга разошлась тиражом 180 тысяч экземпляров. Брэйс, со своей стороны, был особенно активен в привлечении к сотрудничеству с издательством крупных поэтов (в частности, Карла Сэндберга). Третий соучредитель, Хоу, занимался в первую очередь публикацией учебных пособий, после его ухода из фирмы эту линию развития продолжил будущий директор издательства Спенсер Скотт.
Среди наиболее успешных книг издательства в первые годы его работы были американские издания монографии Джона Мейнарда Кейнса «Экономические последствия мира» (1920), исторических биографий Литтона Стрейчи «Королева Виктория» (1921) и «Королева Елизавета и граф Эссекс» (1928), книг Э. М. Форстера «Путешествие в Индию» (1924) и Вирджинии Вулф «Орландо» (1928), а также «Жизнь Христа» Джованни Папини (1923) и ряд последующих книг Синклера Льюиса, верного издательству до 1930 года, когда он был удостоен Нобелевской премии. В 1930-е гг. среди авторов издательства появились Джон Дос Пассос, Джон О’Хара и Т. С. Элиот, в 1940-е гг. в Harcourt, Brace & Company вышли «Вся королевская рать» Роберта Пенна Уоррена и американское издание романа Джорджа Оруэлла «1984».